# Nuoto ai campionati mondiali di nuoto 2011 - 100 metri dorso femminili
La specialità dei 100 metri dorso femminili ai campionati mondiali di nuoto 2011 si è svolta presso lo Shanghai Oriental Sports Center di Shanghai, in Cina.
Le qualifiche per la semifinale si sono svolte la mattina del 25 luglio 2011, mentre la semifinale si è svolta la sera dello stesso giorno. La finale, invece, si è svolta la sera del 26 luglio 2011.

## Medaglie
| Posizione | Atleta           | Paese       |
| --------- | ---------------- | ----------- |
| Oro       | Jing Zhao        | Cina        |
| Argento   | Anastasia Zueva  | Russia      |
| Bronzo    | Natalie Coughlin | Stati Uniti |

## Record
Prima della manifestazione il record del mondo (WR) e il record dei campionati (CR) erano i seguenti.
| Record mondiale       | 58"12 | Gemma Spofforth Regno Unito | 28 luglio 2009 Roma, Italia |
| Record dei campionati | 58"12 | Gemma Spofforth Regno Unito | 28 luglio 2009 Roma, Italia |

Nel corso della competizione non sono stati migliorati record.

## Batterie
| Pos. | Atleta                 | Nazionalità   | Tempo   | Batteria | Corsia | Note |
| ---- | ---------------------- | ------------- | ------- | -------- | ------ | ---- |
| 1    | Natalie Coughlin       | Stati Uniti   | 59.73   | 6        | 3      |      |
| 2    | Sinead Russell         | Canada        | 59.80   | 7        | 2      |      |
| 3    | Emily Seebohm          | Australia     | 59.87   | 5        | 4      |      |
| 4    | Aya Terakawa           | Giappone      | 59.95   | 6        | 4      |      |
| 5    | Elizabeth Pelton       | Stati Uniti   | 1:00.19 | 6        | 6      |      |
| 6    | Belinda Hocking        | Australia     | 1:00.23 | 7        | 3      |      |
| 7    | Shiho Sakai            | Giappone      | 1:00.34 | 5        | 3      |      |
| 8    | Elizabeth Simmonds     | Regno Unito   | 1:00.38 | 6        | 5      |      |
| 9    | Sharon Van Rouwendaal  | Paesi Bassi   | 1:00.61 | 6        | 1      |      |
| 10   | Jing Zhao              | Cina          | 1:00.66 | 7        | 4      |      |
| 11   | Julia Wilkinson        | Canada        | 1:00.82 | 5        | 6      |      |
| 12   | Anastasia Zueva        | Russia        | 1:00.88 | 7        | 5      |      |
| 13   | Duane Da Rocha         | Spagna        | 1:01.19 | 5        | 2      |      |
| 14   | Karin Prinsloo         | Sudafrica     | 1:01.34 | 4        | 3      |      |
| 15   | Daryna Zevina          | Ucraina       | 1:01.36 | 5        | 1      |      |
| 16   | Ekaterina Avramova     | Bulgaria      | 1:01.39 | 7        | 8      |      |
| 17   | Melissa Ingram         | Nuova Zelanda | 1:01.48 | 6        | 7      |      |
| 18   | Mercedes Peris Minguet | Spagna        | 1:01.55 | 7        | 7      |      |
| 19   | Kseniya Moskvina       | Russia        | 1:01.59 | 5        | 7      |      |
| 20   | Elena Gemo             | Italia        | 1:01.62 | 7        | 1      |      |
| 21   | Jenny Mensing          | Germania      | 1:01.64 | 6        | 2      |      |
| 22   | Chang Gao              | Cina          | 1:01.84 | 7        | 6      |      |
| 23   | Gemma Spofforth        | Regno Unito   | 1:01.89 | 5        | 5      |      |
| 24   | Mie Nielsen            | Danimarca     | 1:01.90 | 4        | 2      |      |
| 25   | Alicja Tchórz          | Polonia       | 1:02.04 | 4        | 7      |      |
| 26   | Maria Gonzalez Ramirez | Messico       | 1:02.16 | 6        | 8      |      |
| 27   | Yin Yan Lau            | Hong Kong     | 1:02.45 | 4        | 8      |      |
| 28   | Kimberly Buys          | Belgio        | 1:02.48 | 4        | 1      |      |
| 29   | Anja Carman            | Slovenia      | 1:02.61 | 2        | 5      |      |
| 30   | Simona Baumrtova       | Rep. Ceca     | 1:02.71 | 4        | 5      |      |
| 31   | Sanja Jovanović        | Croazia       | 1:02.75 | 3        | 1      |      |
| 32   | Alina Vats             | Ucraina       | 1:02.80 | 5        | 8      |      |
| 33   | Yulduz Kuchkarova      | Uzbekistan    | 1:02.98 | 2        | 3      |      |
| 34   | Anna Volchkov          | Israele       | 1:03.12 | 2        | 6      |      |
| 35   | Hanna-Maria Seppälä    | Finlandia     | 1:03.18 | 3        | 2      |      |
| 36   | Therese Svendsen       | Svezia        | 1:03.36 | 4        | 6      |      |
| 37   | Melanie Nocher         | Irlanda       | 1:03.43 | 3        | 5      |      |
| 38   | Kiera Aitken           | Bermuda       | 1:03.59 | 2        | 4      |      |
| 39   | Hazal Sarikaya         | Turchia       | 1:03.69 | 3        | 6      |      |
| 40   | Yekaterina Rudenko     | Kazakistan    | 1:03.78 | 3        | 7      |      |
| 41   | Sviatlana Khakhlova    | Bielorussia   | 1:03.99 | 4        | 4      |      |
| 42   | Alana Dillette         | Bahamas       | 1:04.27 | 3        | 3      |      |
| 43   | Etiene Medeiros        | Brasile       | 1:05.18 | 3        | 4      |      |
| 44   | Tiffany Sudarma        | Indonesia     | 1:05.19 | 2        | 2      |      |
| 45   | Tatiana Perstneva      | Moldavia      | 1:05.35 | 2        | 1      |      |
| 46   | Monica Ramirez Abella  | Andorra       | 1:05.56 | 2        | 7      |      |
| 47   | Ines Remersaro Coronel | Uruguay       | 1:05.73 | 1        | 4      |      |
| 48   | Karen Vilorio          | Honduras      | 1:07.15 | 2        | 8      |      |
| 49   | Shana Lim              | Singapore     | 1:07.23 | 3        | 8      |      |
| 50   | Siona Huxley           | Saint Lucia   | 1:08.96 | 1        | 5      |      |
| 51   | Anahit Barseghyan      | Armenia       | 1:08.99 | 1        | 3      |      |
| 52   | Jessika Cossa          | Mozambico     | 1:09.74 | 1        | 6      |      |
| 53   | Angelique Trinquier    | Monaco        | 1:11.38 | 1        | 2      |      |

## Semifinali
| Pos. | Atleta                | Nazionalità | Tempo   | Batteria | Corsia | Note |
| ---- | --------------------- | ----------- | ------- | -------- | ------ | ---- |
| 1    | Natalie Coughlin      | Stati Uniti | 59.38   | 2        | 4      |      |
| 2    | Anastasia Zueva       | Russia      | 59.41   | 1        | 7      |      |
| 3    | Jing Zhao             | Cina        | 59.44   | 1        | 2      |      |
| 4    | Emily Seebohm         | Australia   | 59.54   | 2        | 5      |      |
| 5    | Sinead Russell        | Canada      | 59.68   | 1        | 4      |      |
| 6    | Belinda Hocking       | Australia   | 59.69   | 1        | 3      |      |
| 7    | Elizabeth Simmonds    | Regno Unito | 59.80   | 1        | 6      |      |
| 8    | Aya Terakawa          | Giappone    | 59.81   | 1        | 5      |      |
| 9    | Shiho Sakai           | Giappone    | 59.94   | 2        | 6      |      |
| 10   | Daryna Zevina         | Ucraina     | 1:00.05 | 2        | 8      |      |
| 11   | Elizabeth Pelton      | Stati Uniti | 1:00.14 | 2        | 3      |      |
| 11   | Sharon Van Rouwendaal | Paesi Bassi | 1:00.14 | 2        | 2      |      |
| 13   | Julia Wilkinson       | Canada      | 1:00.35 | 2        | 7      |      |
| 14   | Duane Da Rocha        | Spagna      | 1:00.55 | 2        | 1      |      |
| 15   | Ekaterina Avramova    | Bulgaria    | 1:01.10 | 1        | 8      |      |
| 16   | Karin Prinsloo        | Sudafrica   | 1:01.54 | 1        | 1      |      |

## Finale
| Pos. | Atleta             | Nazionalità | Tempo   | Corsia | Note |
| ---- | ------------------ | ----------- | ------- | ------ | ---- |
|      | Jing Zhao          | Cina        | 59.05   | 3      |      |
|      | Anastasia Zueva    | Russia      | 59.06   | 5      |      |
|      | Natalie Coughlin   | Stati Uniti | 59.15   | 4      |      |
| 4    | Emily Seebohm      | Australia   | 59.21   | 6      |      |
| 5    | Aya Terakawa       | Giappone    | 59.35   | 8      |      |
| 6    | Belinda Hocking    | Australia   | 59.53   | 7      |      |
| 7    | Elizabeth Simmonds | Regno Unito | 59.89   | 1      |      |
| 8    | Sinead Russell     | Canada      | 1:00.20 | 2      |      |